# Jacques Lamm
Jacques Lamm, född 1817, död 1891, var en svensk industriidkare. Han anlade 1843 Ludvigsbergs mekaniska verkstad på Södermalm i Stockholm, vilken 1876 övergick till ett aktiebolag, vars verkställande direktör Lamm var till 1881. Jacques Lamm var son till Salomon Ludvig Lamm, far till Gustaf Maurits Lamm och Carl Robert Lamm samt farbror till Ludvig Oskar Lamm.